# فلوغيتا
فلوييتا (Φλογητά) هي مدينة في هالكيديكي في مقاطعة فوريا إلادا في اليونان.